# آیلا توملیانوویچ
 آیلا توملیانوویچ (انگلیسی: Ajla Tomljanović؛ زادهٔ ۷ مهٔ ۱۹۹۳) یک تنیس‌باز اهل کرواسی است.